# César-díj a legjobb frankofón filmnek
A legjobb frankofón filmnek járó César-díj kategóriát (franciául César du meilleur film francophone) 1984-ben hozta létre a francia Filmművészeti és Filmtechnikai Akadémia, azzal a céllal, hogy a külföldi filmek sorából kiemeljék, és külön jutalmazzák a francia nyelven készített filmeket. Az elismerést három alkalommal ítélték oda az 1980-as évek közepén, azóta a frankofón filmek ismét a legjobb külföldi film címért lehetnek versenyben.

## Díjazottak és jelöltek
A díjazottak vastagítással vannak kiemelve. Az évszám a díjosztó gála évét jelzi, amikor az előző évben forgalmazásra került film elismerésben részesült.

### 1980-as évek
| Év   | Díjazottak és jelöltek |
| ---- | --- |
| 1984 | - A fehér városban (Dans la ville blanche), rendezte: Alain Tanner ( SUI, POR, UK) - L'allégement, rendezte: Marcel Schüpbach ( SUI) - Benvenuta, rendezte: André Delvaux ( BEL, FRA, ITA) - Bonheur d'occasion, rendezte: Claude Fournier ( CAN) - Le lit, rendezte: Marion Hänsel ( BEL, SUI) - Rien qu'un jeu, rendezte: Brigitte Sauriol ( CAN)       |
| 1985 | - Istenadta (Wênd Kûuni), rendezte: Gaston Kaboré ( BFA) |
| 1986 | - Derborence, rendezte: Francis Reusser ( SUI, FRA) - La dame en couleurs, rendezte: Claude Jutra ( CAN) - Dust, rendezte: Marion Hänsel ( BEL, FRA) - Üdvözlégy, Mária! ('Je vous salue, Marie') rendezte: Jean-Luc Godard ( FRA, SUI, UK) - Visage pâle, rendezte: Claude Gagnon ( CAN, JPN) - Vivement ce soir, rendezte: Patrick Van Antwerpen ( BEL) |